# Staza Monaco
| Staza Monaco                     | Staza Monaco            |
| -------------------------------- | ----------------------- |
|                                  |                         |
| Lokacija                         | Monako                  |
| Vremenska zona                   | Srednjoeuropsko vrijeme |
| Koordinati                       | 43°44′5″N 7°25′14″E     |
| Kapacitet                        | 37.000                  |
| Glavni događaji                  |                         |
| Velika nagrada Monaka            |                         |
| FIA Svjetsko prvenstvo Formule 1 |                         |
| FIA Formula 2 prvenstvo          |                         |
| FIA Formula E prvenstvo          |                         |
| Historic Grand Prix of Monaco    |                         |

Staza Monaco je automobilistička staza koja se sastoji od gradskih prometnica Monte Carla i La Condaminea u Kneževini Monako. Prva utrka na ovoj stazi održana je 1929., a prva utrka u kalendaru Formule 1 vožena je 1950. Staza se u potpunosti sastoji od cesta koje javnost koristi tijekom godine, a poznata je po svojoj uskoj konfiguraciji i ogradama koje ne opraštaju, kao i teško izvedivim pretjecanjima.

## Prva utrka u Monaku
Prva Velika nagrada Monaka vozila se 14. travnja 1929. Početkom dvadesetih godina prošlog stoljeća bogati proizvođač duhanskih proizvoda i osnivač Automobilskog kluba Monaka, odlučio je organizirati utrku za Veliku nagradu. Njegov prijedlog podržali su Princ Luj II. od Monaka i monegaški vozač Louis Chiron. Plan je postao stvarnost 1929. godine kada se 16 vozača natjecalo za nagradu od 100.000 francuskih franaka. Ironično, Chiron nije mogao sudjelovati u utrci, s obzirom na to da je u isto vrijeme vozio na utrci 500 milja Indianapolisa. Za utrku se registriralo 20 vozača, no 16 ih je startalo utrku. Osam vozača vozilo je različite modele Bugattija. Za razliku od drugih utrka tog vremena, pred utrku u Monaku nisu organizirane kvalifikacije, već su se startni brojevi izvlačili na lutriji. Francuz Philippe Etancelin i njegov Bugatti tip 35C dobili su prvu startnu poziciju, a njegov sunarodnjak Christian d’Auvergne smjestio se na drugo mjesto. Bolidi su bili posloženi u redove s po tri vozača, a William „Williams“ Grover startao je s pete startne pozicije. Utrku je osvojio upravo Grover, koji je ostvario i najbrži krug od 2 minute i 15 sekundi, s prosječnom brzinom od 81 km/h. Iza Grovera su utrku završili Georges Bouriano, također u Bugattiju, i Rudolf Caracciola s Mercedes Benzom SSK. Bouriano je za Groverom kasnio minutu i 17 sekundi, a Caracciola preko dvije minute. Četvrtoplasirani je kasnio već za čitav krug. Utrku je završilo devet vozača, od čega je šest vozilo Bugattije.

## Formula 1
Utrka za Veliku nagradu Monaka prvi je put bila održana u sklopu Svjetskog automobilističkog prvenstva 1950. nakon čega su uslijedile četiri godine pauze. Od 1955. to je bila praksa svake godine, a niz je prekinut 2020. godine, kada je zbog pandemije koronavirusa morala biti otkazana, da bi se sljedeće 2021. opet vratila u kalendar Formule 1. Najuspješniji po broju pobjeda je Ayrton Senna (6), a slijede ga Graham Hill i Michael Schumacher (5), Alain Prost (4) te Stirling Moss, Jackie Stewart, Nico Rosberg i Lewis Hamilton (3).

## Vanjske poveznice
- Circuit Monaco - Stats F1